# Francolí de Harwood
El francolí de Harwood (Pternistis harwoodi) és una espècie d'ocell de la família dels fasiànids (Phasianidae) que habita zones amb boga del Nil Blau, al llac Tana, d'Etiòpia central.